# Lingua tahltan
Il tahltan è una lingua parlata  dal popolo Tahltan, che vive nel nord-ovest della Columbia Britannica (Canada), nella zona dello Spatsizi Plateau.

## Classificazione
Il tahltan appartiene alla famiglia linguistica delle lingue na-dene, sottofamiglia delle lingue athabaska settentrionali.
La lingua kaska e la Lingua tagish sono molto simili al tahltan. Per alcuni studiosi si tratterebbe di tre dialetti di una medesima lingua, altri linguisti pensano invece si tratti di lingue separate.
La lingua è poco documentata ed è in grande pericolo d'estinzione visto che, al 2014 c'erano solo 45 persone che la parlavano, su di una popolazione etnica di  2460. Come per molte altre lingue amerinde nordamericane, il tahltan ha subito un fenomeno di deriva linguistica verso l'inglese, infatti le persone che lo parlano sono tutte piuttosto anziane, mentre non ci sono bambini che lo parlano o lo comprendano.